# Liberty Ellman
Liberty Ellman (Londen, 1971) is een Amerikaanse jazzgitarist.

## Biografie
Ellman studeerde muziek aan California State University in Sonoma en werkte samen met Brad Hargreaves (zijn latere drummer), en musici als D'Armous Boone, Vijay Iyer en Rudresh Mahanthappa. Hij trad op met de hiphop-groepen The Coup en Midnight Voices, de rhythm-and-blues-band Anibade en koto-speelster Miya Masaoka. Tevens componeerde hij voor de San Francisco Mime Troupe, een politieke theatergroep.
In 1997 richtte hij zijn platenlabel Red Giant Records op, waar zijn debuutalbum Orthodoxy verscheen. In 1998 ging hij naar New York, waar hij met een eigen trio (met Stephan Crump en Derrek Phillips) ging werken. Tevens werkte wij als sideman voor Greg Osby, Henry Threadgill, Steven Bernstein, Butch Morris en Josh Roseman (Treats for the Nightwalker, 2003). Hij werd lid van Threadgill's band ZOOID.

## Discografie (selectie)
- Orthodoxy (Noir, 1997) met Eric Crystal, Vijay Iyer, DJ Pause, K. Ellington Mingus, Hillel Familant, Rahsaan Fredericks, Babou Sagna, E.W. Wainwright, Brad Hargreaves
- Tactiles (Pi Recordings, 2002) met Mark Shim, Greg Osby, Stephan Crump, Eric Harland
- Ophiuchus Butterfly (2006) met Steve Lehman, Mark Shim, Jose Davila, Stephan Crump, Gerald Cleaver
- Jason Robinson, J. D. Parran, Marty Ehrlich, Marcus Rojas, Bill Lowe, Liberty Ellman, Drew Gress, George Schuller, Ches Smith Tiresian Symmetry (Cuneiform Records, 2012)
- Radiate (Pi Recordings, 2015), met Jonathan Finlayson, Jose Davila, Steve Lehman, Stephan Crump, Damion Reid